# Soiuz 29
Soiuz 29 (rus: Союз 29, Unió 29) va ser un vol espacial tripulat de la Unió Soviètica en 1978 a l'estació espacial Saliut 6. Va ser la cinquena missió, el quart acoblament amb èxit, i la segona tripulació de llarga duració de l'estació orbitadora. El comandant Vladímir Kovaliónok i l'enginyer de vol Aleksandr Ivantxénkov van establir un nou rècord de permanència a l'espai de 139 dies.
La tripulació va tornar cap a la Terra a bord del Soiuz 31, que va ser intercanviat per una tripulació llançada a l'agost que va tornar en el Soiuz 29.

## Tripulació
| Posició                                                | Cosmonauta de llançament                       | Cosmonauta d'aterratge                    |
| ------------------------------------------------------ | ---------------------------------------------- | ----------------------------------------- |
| Comandant                                              | Vladímir Kovaliónok EO-2 Segon vol espacial    | Valeri Bikovski EP-4 Tercer vol espacial  |
| Enginyer de vol (up) Cosmonauta d'investigació (avall) | Aleksandr Ivantxénkov EO-2 Primer vol espacial | Sigmund Jähn, IK EP-4 Primer vol espacial |

### Tripulació de reserva
| Posició                                                | Cosmonauta de llançament | Cosmonauta d'aterratge |
| ------------------------------------------------------ | ------------------------ | ---------------------- |
| Comandant                                              | Vladímir Liàkhov         | Víktor Gorbatko        |
| Enginyer de vol (up) Cosmonauta d'investigació (avall) | Valeri Riumin            | Eberhard Köllner, IK   |

## Paràmetres de la missió
- Massa: 6800 kg
- Perigeu: 197,8 km
- Apogeu: 266 km
- Inclinació: 51,65°
- Període: 88,86 minuts